# Mary McDonnell

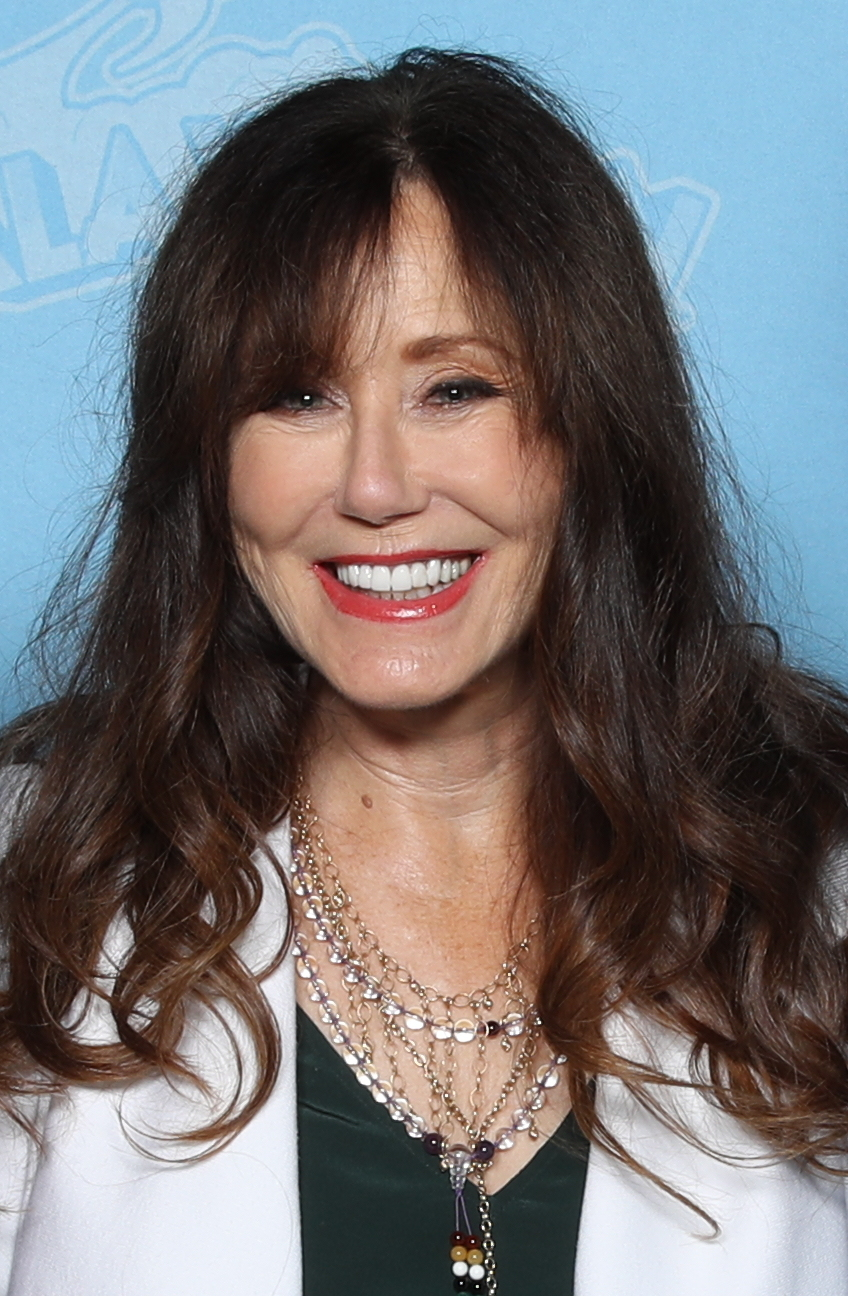
Mary McDonnell (2019)

Mary Eileen McDonnell (* 28. April 1952 in Wilkes-Barre, Pennsylvania) ist eine US-amerikanische Schauspielerin.

## Karriere
McDonnell arbeitete zunächst 20 Jahre lang am Theater und trat nur selten im Fernsehen auf. Bekannt wurde sie 1990 mit ihrer Rolle einer von amerikanischen Ureinwohnern aufgezogenen Weißen in Kevin Costners Filmepos Der mit dem Wolf tanzt. Diese brachte ihr Nominierungen als beste Nebendarstellerin für den Oscar und den Golden Globe ein. Zwei Jahre später wurde McDonnell für ihre Hauptrolle in dem Drama Passion Fish von John Sayles erneut für den Oscar und den Golden Globe nominiert. 1996 spielte sie in Roland Emmerichs Science-Fiction-Film Independence Day die First Lady.
Für ihre Gastrolle als Eleanor Carter in der Fernsehserie Emergency Room war McDonnell 2002 für den Emmy nominiert. In der erfolgreichen Science-Fiction-Serie Battlestar Galactica spielte sie von 2003 bis 2009 die Präsidentin Laura Roslin. 2008 war sie in der Fernsehserie Grey’s Anatomy mit einem Gastauftritt als Dr. Virginia Dixon zu sehen, die das Asperger-Syndrom hat. Von 2009 bis 2012 spielte sie in The Closer die Rolle von Captain Sharon Raydor, die sie nach dem Ende der Serie auch im Spin-off Major Crimes übernahm.
McDonnell war mit dem Schauspieler Randle Mell verheiratet. Die beiden haben zwei gemeinsame Kinder (* 1987 und 1993).

## Filmografie (Auswahl)
- 1986: Courage
- 1987: Matewan
- 1988: Dirty Tiger (Tiger Warsaw)
- 1990: Der mit dem Wolf tanzt (Dances With Wolves)
- 1991: Passion Fish
- 1991: Grand Canyon – Im Herzen der Stadt (Grand Canyon)
- 1991: O Pioneers!
- 1992: Sneakers – Die Lautlosen (Sneakers)
- 1993: The American Clock
- 1994: Blue Chips
- 1995–1996: High Society (Fernsehserie, 13 Folgen)
- 1996: Independence Day
- 1996: Gnadenschuss im Flammenmeer (Woman Undone, Fernsehfilm)
- 1997: Two Voices
- 1997: Die 12 Geschworenen (12 Angry Men, Fernsehfilm)
- 1998: You Can Thank Me Later
- 1998: Evidence of Blood
- 1999: Mumford
- 1999: Replacing Dad
- 1999: Behind the Mask
- 2000: A Father’s Choice
- 2000: For All Time
- 2001: Chestnut Hill
- 2001: Donnie Darko
- 2001–2002: Emergency Room – Die Notaufnahme (ER, Fernsehserie, fünf Folgen)
- 2002: The Locket
- 2002: Ein Hauch von Himmel (Touched By An Angel, Fernsehserie, Folge 8x18)
- 2003: Nola
- 2003–2009: Battlestar Galactica (Fernsehserie, 73 Folgen)
- 2005: Mrs. Harris – Mord in besten Kreisen (Mrs. Harris)
- 2007: Battlestar Galactica: Razor (Fernsehfilm)
- 2008–2009: Grey’s Anatomy (Fernsehserie, drei Folgen)
- 2009: Killer Hair
- 2009: Hostile Makeover
- 2009–2012: The Closer (Fernsehserie, 23 Folgen)
- 2011: Scream 4
- 2011: Der große Crash – Margin Call (Margin Call)
- 2012–2018: Major Crimes (Fernsehserie, 105 Folgen)
- 2017: Fargo (Fernsehserie, vier Folgen)
- 2017: American Horror Story (American Horror Story: Cult, Fernsehserie, Folge 7x09)
- 2021: Rebel (Fernsehserie, 7 Folgen)
- 2023: Der Untergang des Hauses Usher (The Fall of the House of Usher, Fernsehminiserie)

## Auszeichnungen
Oscar
- 1991: Nominierung in der Kategorie Beste Nebendarstellerin für Der mit dem Wolf tanzt
- 1993: Nominierung in der Kategorie Beste Hauptdarstellerin für Passion Fish

Golden Globe
- 1991: Nominierung in der Kategorie Beste Nebendarstellerin für Der mit dem Wolf tanzt
- 1993: Nominierung in der Kategorie Beste Hauptdarstellerin – Drama für Passion Fish

Emmy
- 2002: Nominierung in der Kategorie Beste Gastdarstellerin in einer Dramaserie für Emergency Room – Die Notaufnahme
- 2011: Nominierung in der Kategorie Beste Gastdarstellerin in einer Dramaserie für The Closer

Weitere
- 2009: Saturn Award in der Kategorie Beste TV-Hauptdarstellerin für Battlestar Galactica
- 2024: Nominierung für den Critics’ Choice Television Award in der Kategorie Beste Nebendarstellerin in einem Fernsehfilm oder einer Miniserie für Der Untergang des Hauses Usher